# Acalypha elizabethiae
Acalypha elizabethiae é uma espécie de flor do gênero Acalypha, pertencente à família Euphorbiaceae.